# Volàtils

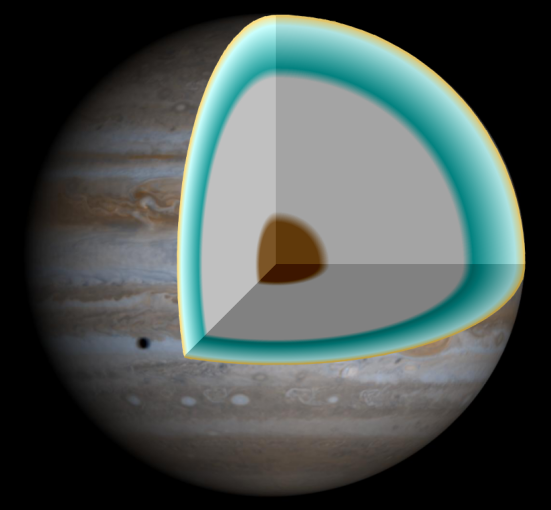
Aquest tall transversal mostra un model de l'interior de Júpiter, amb un nucli rocós superposat per una capa profunda d'hidrogen metàl·lic.

En ciència planetària, els volàtils són el grup d'elements químics i compostos amb baixos punts d'ebullició que estan associats amb l'escorça i/o atmosfera d'un planeta o lluna. Alguns exemples s'inclouen el nitrogen, aigua, diòxid de carboni, amoníac, hidrogen, metà i diòxid de sofre. En astrogeologia, aquests compostos, en el seu estat sòlid, sovint comprenen una gran proporció de les escorces de llunes i planetes nans.
En contrast amb els volàtils, els elements i compostos amb alts punts d'ebullició són coneguts com a substàncies refractàries.
Els científics planetaris sovint classifiquen els volàtils amb punts de fusió excepcionalment baixos, com ara hidrogen i heli, com gasos (en gegants gasosos), mentre que els compostos volàtils amb punts de fusió per sobre d'aproximadament 100 K s'anomenen gels. Els termes "gas" i "gel" en aquest context es poden aplicar a compostos que poden ser sòlids, líquids o gasos. Així, Júpiter i Saturn són referits com a "gegants de gas", i Urà i Neptú com a "gegants de gel", tot i que la gran majoria de "gas" i "gel" en el seu interior és un líquid d'alta temperatura i molt dens que resulta més dens a mesura que s'acosta el centre del planeta.
La Lluna de la Terra es considera molt baixa en volàtils: la seva escorça conté oxigen unit químicament a les roques (com per exemple els silicats), però quantitats insignificants d'hidrogen, nitrogen o carboni.